# آقایان (فیلم ۲۰۱۹)
آقایان یا جنتلمن‌ها (به انگلیسی: The Gentlemen) یک فیلم اکشن و جنایی محصول مشترک بریتانیا و آمریکا به کارگردانی و تهیه‌کنندگی گای ریچی است که در ۲۴ ژانویه سال ۲۰۲۰ اکران شد. بازیگران اصلی این فیلم متیو مک‌کانهی، کالین فارل، چارلی هونام، میشل داکری، هنری گلینگ و هیو گرانت است. فیلم داستان یک عمده‌فروش آمریکایی حشیش در انگلیس را دنبال می‌کند که به دنبال فروش تجارت خود است و زنجیره‌ای از باج‌گیری و طرح‌هایی را برای تضعیف او به راه می‌اندازد.
فیلم در ۳ دسامبر ۲۰۱۹ در سینمای کرزون میفر به نمایش درآمد و در بریتانیا در تاریخ ۱ ژانویه ۲۰۲۰ توسط توزیع کنندگان فیلم سرگرمی و در ایالات متحده در ۲۴ ژانویه ۲۰۲۰ توسط اس‌تی‌اکس انترتینمنت اکران شد. به‌طور کلی نقدهای مثبتی از منتقدان دریافت کرد و همچنین یک موفقیت تجاری بود و در مقابل بودجه ۲۲ میلیون دلاری خود ۱۱۵ میلیون دلار در سراسر جهان فروخت. یک سریال تلویزیونی اسپین‌آف به همین نام در نتفلیکس ساخته شده‌است که تئو جیمز در نقش اصلی و وینی جونز، کایا اسکودلاریو، جیانکارلو اسپوزیتو، دنیل اینگز، جولی ریچاردسون و پیتر سرافینوویچ به عنوان بقیه بازیگران حضور دارند.

## خلاصه داستان
فیلم آقایان (جنتلمن‌ها) داستان زندگی میکی پیرسون را نشان می‌دهد. کسی که یکی از بزرگ‌ترین خلافکاران بریتانیا محسوب می‌شود و باند بسیار قوی و بزرگی را رهبری می‌کند. میکی پیرسون سعی می‌کند امپراتوری بزرگ ماری‌جوآنای خود را به تعدادی از میلیاردرهای اکلاهما بفروشد، همین موضوع موجب می‌شود که برنامه‌ها، پاپوش‌ها، توطئه‌ها و خیانت‌هایی علیه او انجام شود. و عدهٔ بیشتری به دنبال تصاحب امپراتوری او باشند.

## بازیگران
- متیو مک‌کانهی ... مایکل پیرسن
- کالین فارل … مربی
- چارلی هونام … ریموند اسمیت
- هنری گلدینگ … درای آی (خشک چشم)
- هیو گرانت … فلچر
- جرمی استرانگ … متی
- جیسون وانگ … فاهاک
- میشل داکری … رازلیند پیرسن
- مکس بنت در نقش براون
- لین رنه … جکی
- کریس اوانجلو
- یوجین کوزمینا … میشا

## فیلم‌برداری
در نوامبر ۲۰۱۸ تصویربرداری اصلی آغاز شد. فیلمبرداری در استودیویی در غرب لندن صورت گرفت.

## انتشار فیلم
در فوریه ۲۰۱۹، اس‌تی‌اکس انترتینمنت حق پخش فیلم را با پرداخت ۷ میلیون دلار به دست آورد و در ۲۴ ژانویه ۲۰۲۰ آن را اکران عمومی کرد.

## بازخوردها
- گردآورنده نقد راتن تومیتوز، این فیلم بر اساس ۲۷۴ نقد، با میانگین امتیاز ۶٫۵ از ۱۰، دارای ۷۵ درصد تاییدیه است.[۸]
- در متاکریتیک، این فیلم بر اساس ۴۴ منتقد، میانگین وزنی ۵۱ از ۱۰۰ را دارد که نشان‌دهنده «بررسی‌های مختلط یا متوسط» است.[۹]
- تماشاگران شرکت‌کننده در نظرسنجی سینماسکور به فیلم نمره متوسط «B+» را در مقیاس A+ تا F دادند، در حالی که پست‌ترک میانگین ۳٫۵ از ۵ ستاره را گزارش کرد و ۴۸٪ از مردم گفتند که قطعاً آن را توصیه می‌کنند.
- آقایان ۱۵٫۹ میلیون دلار در بریتانیا، ۳۶٫۵ میلیون دلار در ایالات متحده و کانادا، و ۶۲٫۸ میلیون دلار در سایر کشورها، به مجموع ۱۱۵٫۲ میلیون دلار در سراسر جهان دست یافتند.[۳][۱۰]